# Битва за Кваджалейн
Битва за Кваджалейн (англ. Battle of Kwajalein) — сражение между войсками США и Японии на Тихоокеанском театре военных действий Второй мировой войны, проходившее на острове Кваджалейн, одном из Маршалловых островов, с 31 января по 3 февраля 1944 года.

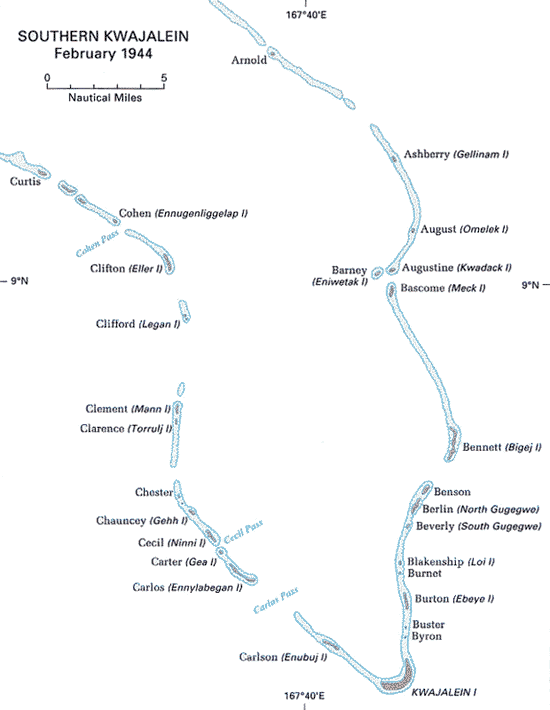
Южный Кваджалейн. 1944 г.

## Военно-оперативная ситуация
После поражения Японии в битве за Австралию инициатива на Тихоокеанском театре военных действий перешла к союзникам во главе с США. Поэтому они решились атаковать Микронезию, которая принадлежали Японии еще до начала войны и имела стратегическое значение. Первыми в конце 1943 года были захвачены Острова Гилберта, затем пришла очередь Маршалловых островов.
Для Соединенных Штатов захват Кваджалейна и Рой-Намюра был жизненно важной целью и позволяла им атаковать Пелелиу, Гуам и Марианские острова (что было частью их стратегии «Чехарда»).
Используя усвоенные уроки битвы за Тараву, армия США начала двойное успешное наступление на два основных острова атолла Кваджалейн (Рой-Намюр — на севере и Кваджалейн — на юге). Для обеспечения успеха операции решающее значение имело превосходство в воздухе и на море. 

## Ход операции
Спокойное море и тщательное планирование операции обеспечили успех американцев. Высадке десанта предшествовали массированные авианалеты и обстрелы японских фортификационных сооружений американским флотом. Поэтому 29 января 1944 года американские самолеты атаковали японский аэродром в Рой-Намюре, уничтожив 92 из 110 японских самолетов на Маршалловых островах.
Военные корабли и артиллерия, высадившиеся на соседние островки, выпустили 36 000 пушечных снарядов по японским позициям, в то время как бомбардировщики B-24 Liberator завершили уничтожение своими бомбами. Из 8700 человек в гарнизоне атолла (включая корейцев, используемых для фортификационных работ) только 2200 были обучены боевым действиям.
Высадка началась в 9:30. За 12 минут было высажено 1200 солдат. Японские войска, несмотря на численное превосходство и неготовность противостоять десяткам тысяч американских солдат, были полны решимости защищать острова и оказали ожесточенное сопротивление. 1 февраля аэродром в Рой-Намюре был захвачен Корпусом морской пехоты США, а аэродром в Кваджалейне пал на следующий день. Во время боя подрывная команда морской пехоты запустила заряд взрывчатки против японского дота, который оказался торпедным резервом. В результате взрыва погибли двадцать морских пехотинцев и десятки получили ранения. К концу 2 февраля на остров высадилось уже 11 тыс. солдат. К 4 февраля организованное сопротивление японцев прекратилось.

## Результаты
Относительно легкое взятие Кваджалейна продемонстрировало превосходство американских десантных возможностей и успех изменений в тактике и построении после кровопролитной битвы при Тараве. Это также позволило Честеру Нимицу, главнокомандующему американскими войсками в Тихом океане, ускорить операции на Маршалловых островах и вторгнуться на атолл Эниветок 17 февраля 1944 года. 